# Oak Hills Place

Oak Hills Place est une census-designated place de la paroisse d'Baton Rouge Est, en Louisiane, aux États-Unis,. Oak Hills Place est située en bordure de Baton Rouge. Le quartier d'Oak Hills est très proche du Mall of Louisiana et des zones commerçantes de Perkins Rowe, situées sur Bluebonnet Boulevard. Oak Hills est également proche du Highland Road Community Park, qui dispose d'un centre de réaction, de sentiers pédestres et cyclables, de courts de tennis et d'un centre de remise en forme. 